# Juan Melgarejo
Juan Melgarejo Villalón (Santiago, 14 de junio de 1793 - ibídem, 23 de marzo de 1861) fue un político chileno, intendente y gobernador de la provincia de Coquimbo.

## Biografía
Fue hijo de Juan de Dios Melgarejo López y de Manuela Teresa Villalón Uribe.
Fue gobernador de Copiapó en 1831, intendente de la provincia de Coquimbo entre 1840 y 1851, gobernador e intendente de Valparaíso.
Durante su permanencia en Copiapó se encarga de reglamentar el manejo del pueblo de Chañarcillo y la explosión económica de la capital de Atacama.
Luego en 1840 al asumir de Intendente en La Serena impulsó la construcción de numerosas obras, entre ellas: la Catedral, la Iglesia San Juan de Dios, la modernización de la Plaza de Armas, el primer cementerio municipal, la Alameda y el desarrollo urbano del puerto de Coquimbo. En 1845 pidió al arquitecto francés Juan Herbage el primer plano topográfico de la villa del puerto de Coquimbo, el cual fue presentado al gobierno chileno el 22 de julio de 1850 y aprobado el 13 de agosto del mismo año.
Dejó el cargo de Intendente de Coquimbo en 1851 a consecuencia de la revolución contra el gobierno de Manuel Montt y los sucesos del sitio de La Serena.
Al fallecer, la ciudad de La Serena ofreció a su familia recibir los restos en una cripta que se había construido en el cementerio que Melgarejo había impulsado en 1844, lo cual no fue aceptado. En su honor la municipalidad encargó pintar un retrato suyo que estuvo en la sala de los intendentes (sede del gobierno regional) y actualmente es exhibido en el Museo Gabriel Gonzalez Videla. Aun se conserva una tumba simbólica del intendente Melgarejo en el primer patio de la necrópolis de la capital regional. 
En el tercer cuarto del siglo XIX, una de las principales calles longitudinales del puerto de Coquimbo, llamada en un principio "de la Aduana" fue bautizada con su nombre.